# Darío Marra
Darío Rubén Marra (nacido el 20 de marzo de 1974 en Villa Constitución) es un exfutbolista argentino. Se desempeñaba como marcador de punta derecha y su primer equipo fue el Club Atlético Riberas del Paraná, en su ciudad natal.

## Carrera
Luego de jugar siendo aun joven en la Liga de Fútbol Regional del Sud, pasó a integrar las divisiones juveniles de Argentinos Juniors. Una vez en el equipo mayor consiguió el título del Campeonato de Primera B Nacional 1996-97, retornando al Bicho a la círculo máximo.
En 1998 pasó a Rosario Central junto a su compañero de equipo Líber Vespa. En el conjunto dirigido por Edgardo Bauza fue regularmente titular, consiguiendo los subcampeonatos en la Copa Conmebol 1998 y en el Apertura 1999, además de llegar a semifinales en la Copa Libertadores 2001. Disputó 111 partidos con la camiseta auriazul.
Prosiguió su carrera en Primera División jugando en Chacarita Juniors durante la temporada 2001-02, mientras que en la siguiente lo hizo para el recientemente ascendido Olimpo. Entre 2003 y 2005 defendió la casaca de Huracán en la Primera B Nacional.

## Clubes
| Club               | País      | Año       |
| ------------------ | --------- | --------- |
| Argentinos Juniors | Argentina | 1995-1998 |
| Rosario Central    | Argentina | 1998-2001 |
| Chacarita Juniors  | Argentina | 2001-2002 |
| Olimpo             | Argentina | 2002-2003 |
| Huracán            | Argentina | 2003-2005 |

## Palmarés
| Título           | Equipo             | País      | Año     |
| ---------------- | ------------------ | --------- | ------- |
| Segunda División | Argentinos Juniors | Argentina | 1996-97 |